# Tipula (Pterelachisus) daitenjoensis
Tipula (Pterelachisus) daitenjoensis is een tweevleugelige uit de familie langpootmuggen (Tipulidae). De soort komt voor in het Palearctisch gebied.